# Ferdinand Laurencin
Hrabě Ferdinand Petr Laurencin d'Armond (15. října 1819, Kroměříž - 4. února 1890, Vídeň), působící pod pseudonym Philokales, byl rakouský hudební spisovatel a hudební kritik původem z Moravy.

## Život
Ferdinand Laurencin se narodil v Kroměříži jako syn nejvyššího hofmistra olomouckého arcibiskupa arcivévody Rudolfa Jana generála Ferdinanda Laurencina. V roce 1832 odešel do Brna na studia střední školy a od roku 1836 univerzity. Při studiích docházel na hodiny hudby. Následně studoval filozofii v Praze, kde získal doktorát.
Hudební vzdělání absolvoval v letech 1837-1839 u Václava Jana Tomáška a poté v letech 1839-1841 u Karla Františka Pitsche. V této době se také setkal s Louisem Spohrem, Augustem Wilhelmem Ambrosem a pražským hudebním novinářem Antonem Müllerem, který ho přivedl k psaní recenzí.
Laurencin později odešel do Vídně, kde studoval práva a pracoval až do roku 1848 pro Allgemeine Wiener Musikzeitung, pro který pod pseudonymem „Philokales“ psal zprávy o představeních chrámové hudby. V letech 1847-1852 pracoval ve státních službách a poté se stal spisovatelem na volné noze.
Na rozdíl od Eduarda Hanslicka a jeho formální estetiky v návaznosti na Georga Wilhelma Friedricha Hegela a idealistickou estetiku popsal jako obsah hudby pocit, respektive „ideální obsah“.
Eduard Hanslick o něm ve svých pamětech píše: „Hrabě Ferdinand Laurencin byl originál zcela jiného druhu. Na rozdíl od bystrého a kritického Nottebohma byl nejryzejším hudebním nadšencem. Už nikdy jsem nepotkal člověka, který by byl tak plně okouzlen a šťastně naplněn hudbou, který by tolik v hudbě pracoval, žil a umíral.“
Hrabě Ferdinand Petr Laurencin d'Armond zemřel ve Vídni 4. února roku 1890.

## Spisy
- Zur Geschichte der Kirchenmusik bei den Italienern und Deutschen, Leipzig: Matthes 1856 (digitalizováno)
- Der dramatische Kirchenstyl. Sein Begriff, seine Stellung in der Gegenwart und Zukunft, nebst einem Rückblicke auf seine geschichtlich vorliegenden Gegensätze, in: Neue Zeitschrift für Musik, 1857, Nr. 25, S. 265f. und Nr. 26, S. 273–276
- Das Paradies und die Peri. Dichtung aus „Lalla Rookh“ von Th. Moore. In Musik gesetzt von Robert Schumann. Erläutert und Frau Clara Schumann ehrfurchtsvollst gewidmet, Leipzig: Matthes 1859 (digitalizováno)
- Dr. Eduard Hanslick’s Lehre vom Musikalisch-Schönen. Eine Abwehr, Leipzig: Matthes 1859 (digitalizováno)
- Die Harmonik der Neuzeit, Leipzig, C. F. Kahnt 1861 (digitalizováno)